# Шафран поздний
Шафран поздний (лат. Crocus serotinus) — клубнелуковичное травянистое многолетнее растение, вид рода Шафран (Crocus) семейства Ирисовые, или Касатиковые (Iridaceae).
Луковица 11-25 мм в диаметре, яйцевидная. Растение многолетнее длиной до 15 сантиметров. Листья длинные, тонкие, зелёные. Прицветники зелёные. Цветы не пахнут. Прицветники обычно опушенные, белого или бледно-жёлтого цвета. Лепестки от бледно-сиреневого до тёмно-фиолетового цвета.
Вид распространён в Марокко, Португалии, Гибралтаре, Испании.
Растёт на каменистых местностях. Цветёт с октября по ноябрь.
Вид используется в культуре с 1843 года как декоративное растение.